# Fabio Celestini
Pour les articles homonymes, voir Celestini.
Fabio Celestini, né le 31 octobre 1975 à Lausanne, est un footballeur international suisse d'origine italienne reconverti entraîneur. Il est actuellement entraîneur du CSKA Moscou.

## Biographie

### Joueur
Né de parents immigrés italiens, Fabio Celestini effectue son apprentissage au Lausanne-Sport, dans sa ville natale. Partagé entre deux nationalités, il opte à seize ans pour son pays d'adoption.
Conscient de la nécessite de l'exil pour progresser, le milieu offensif rejoint ES Troyes AC, seul club d'un grand championnat européen à lui avoir fait une proposition concrète. Au contact d'Alain Perrin, Celestini est repositionné milieu récupérateur. Grâce à sa bonne technique, il bonifie un grand nombre de ballons et le stade de l'Aube découvre la précision du Suisse. Après deux saisons pleines (50 matchs en D1, pour deux buts), il suit Perrin à l'Olympique de Marseille. En Provence, il prend une nouvelle dimension et accepte les responsabilités. Sous l'impulsion de son capitaine, l'OM se qualifie pour le tour préliminaire de la Ligue des champions. Perrin est débarqué en janvier 2004 et José Anigo ne lui fait pas autant confiance. Il quitte alors la Canebière pour l'Espagne et le deuxième club de Valence, Levante.
Après une saison, il rejoint Madrid et le Getafe CF où il joue de l'été 2005 jusqu'à l'été 2010.
Dès 2010, il rejoint son premier club, le FC Lausanne-Sport. Il joue à son arrivée en tour préliminaire de la Ligue Europa, un retour sur la scène européenne de Lausanne, 10 ans après sa dernière apparition dans une Coupe d'Europe. Il annonce sa retraite en décembre 2010 à la suite d'une mésentente avec les dirigeants du club.

### En équipe nationale
Dans la course à l'Euro 2004, Celestini dispute comme milieu droit les huit matchs de sa sélection. En octobre 2002, c'est même lui qui inscrit le but de la victoire historique en Irlande (2-1). Il participe à l'Euro 2004 avec la Suisse.
À la fin de cette compétition, il se retire du football international mais revient dans le cadre élargi en 2007 pour prendre une place à l'Euro 2008 qui se déroule en Suisse. Le 13 mai 2008, Celestini ne fait plus partie de la liste des joueurs sélectionnés pour l'Euro.

### Entraîneur
Depuis juin 2013, il officie en tant qu'adjoint de Bernd Schuster, entraîneur de Málaga CF, club de première division espagnole.
Après le licenciement de ce dernier en juillet 2014, il quitte le club espagnol pour rejoindre l'AS Terracina Calcio, évoluant en Serie D italienne. Malheureusement, après des débuts peu satisfaisants (11 points en 9 matchs, 2 victoires pour 5 matchs nuls et 2 défaites), il est remercié le 5 novembre.
Le 24 mars 2015, Fabio Celestini devient entraîneur du FC Lausanne-Sport, club de D2, où il remplace Marco Simone. Le 5 mai 2016, Lausanne remonte en première division.
En mai 2017, il est pressenti pour prendre le poste d'entraineur de l'Association sportive de Saint-Étienne à la suite du départ de Christophe Galtier, mais decline le poste afin de rester à Lausanne.
Le 19 avril 2018, Fabio Celestini est limogé alors que Lausanne occupe la dernière place du classement.
Le 3 octobre 2018, il est nommé à la tête du FC Lugano. Après plus d'une année et un début de saison médiocre, il est remplacé par Maurizo Jacobacci à la fin d'octobre 2019.
Le 24 mai 2021, le FC Lucerne s'est adjugé la Coupe de Suisse aux dépens de Saint-Gall (3-1), Il s'agit du premier titre majeur de la carrière d'entraîneur, nommé le 2 janvier 2020 à la tête du club. Il est néanmoins licencié le 22 novembre de la même année après que le club pointe en dernière place du championnat avec une seule victoire en 14 matches.
Le 21 novembre 2022, il remplace Paolo Tramezzani à la tête du FC Sion. Il est démis de ses fonctions le 3 mars 2023.
Le 31 octobre 2023, il est nommé entraîneur du FC Bâle et remplace Heiko Vogel. Il mène le FC Bâle au doublé Coupe (le 14e remportée par le club Rhénan)- Championnat (son premier titre depuis 2017 et 21e du club) en mai et juin 2025. Après avoir remporté le championnat et la coupe, il quitte le FC Bâle, il démissionne de son poste après une saison et demie fructueuse et souhaite aussi relever un nouveau défi.
Le 20 juin 2025, il signe un contrat avec le CSKA Moscou qui évolue dans la Premier-Liga russe. Son départ en Russie « indigne bon nombre de médias » suisses.

## Statistiques
| Saison                | Club                   | Championnat           | Championnat | Championnat | Coupe(s) nationale(s) | Coupe(s) nationale(s) | Compétition(s) continentale(s) | Compétition(s) continentale(s) | Compétition(s) continentale(s) | Suisse | Suisse | Total | Total |
| Saison                | Club                   | Division              | M.          | B.          | M.                    | B.                    | Comp.                          | M.                             | B.                             | M.     | B.     | M.    | B.    |
| 1995-1996             | FC Lausanne-Sport      | Super League          | 17          | 1           | -                     | -                     | -                              | -                              | -                              | -      | -      | 17    | 1     |
| 1996-1997             | FC Lausanne-Sport      | Super League          | 23          | 1           | -                     | -                     | -                              | -                              | -                              | -      | -      | 23    | 1     |
| 1997-1998             | FC Lausanne-Sport      | Super League          | 33          | 9           | 1                     | 0                     | C4                             | 2                              | 0                              | 1      | 0      | 37    | 9     |
| 1998-1999             | FC Lausanne-Sport      | Super League          | 32          | 9           | 1                     | 0                     | C2                             | 4                              | 4                              | 4      | 0      | 41    | 13    |
| 1999-2000             | FC Lausanne-Sport      | Super League          | 22          | 3           | 1                     | 0                     | C3                             | 1                              | 0                              | 1      | 0      | 25    | 3     |
| Sous-total            | Sous-total             | Sous-total            | 127         | 23          | 3                     | 0                     | -                              | 7                              | 4                              | 6      | 0      | 143   | 27    |
| 2000-2001             | ESTAC Troyes           | Division 1            | 29          | 1           | 6                     | 0                     | -                              | -                              | -                              | 3      | 0      | 38    | 1     |
| 2001-2002             | ESTAC Troyes           | Division 1            | 21          | 1           | 3                     | 0                     | C4                             | 6                              | 0                              | 3      | 0      | 33    | 1     |
| Sous-total            | Sous-total             | Sous-total            | 50          | 2           | 9                     | 0                     | -                              | 6                              | 0                              | 6      | 0      | 71    | 2     |
| 2002-2003             | Olympique de Marseille | Ligue 1               | 33          | 1           | 6                     | 0                     | -                              | -                              | -                              | 9      | 1      | 48    | 2     |
| 2003-2004             | Olympique de Marseille | Division 1            | 26          | 0           | 3                     | 0                     | C1+C3                          | 6+3                            | 0+0                            | 10     | 1      | 48    | 1     |
| Sous-total            | Sous-total             | Sous-total            | 59          | 1           | 9                     | 0                     | -                              | 9                              | 0                              | 19     | 2      | 96    | 3     |
| 2004-2005             | Levante UD             | Primera División      | 25          | 1           | -                     | -                     | -                              | -                              | -                              | -      | -      | 25    | 1     |
| 2005-2006             | Getafe CF              | Primera División      | 19          | 0           | -                     | -                     | -                              | -                              | -                              | -      | -      | 19    | 0     |
| 2006-2007             | Getafe CF              | Primera División      | 34          | 1           | 3                     | 0                     | -                              | -                              | -                              | -      | -      | 37    | 1     |
| 2007-2008             | Getafe CF              | Primera División      | 22          | 0           | 6                     | 0                     | C3                             | 10                             | 1                              | 4      | 0      | 42    | 1     |
| 2008-2009             | Getafe CF              | Primera División      | 22          | 0           | -                     | -                     | -                              | -                              | -                              | -      | -      | 22    | 0     |
| 2009-2010             | Getafe CF              | Primera División      | 24          | 0           | 3                     | 0                     | -                              | -                              | -                              | -      | -      | 27    | 0     |
| Sous-total            | Sous-total             | Sous-total            | 121         | 1           | 12                    | 0                     | -                              | 10                             | 1                              | 4      | 0      | 147   | 2     |
| 2010-2011             | FC Lausanne-Sport      | Challenge League      | 13          | 1           | 2                     | 0                     | C3                             | 12                             | 0                              | -      | -      | 27    | 1     |
| 2011-2012             | ES FC Malley LS        | 1re Ligue             | 1           | 0           | 1                     | 0                     | -                              | -                              | -                              | -      | -      | 2     | 0     |
| Total sur la carrière | Total sur la carrière  | Total sur la carrière | 396         | 28          | 36                    | 0                     | -                              | 44                             | 5                              | 35     | 2      | 511   | 35    |

## Palmarès

### Joueur
- Vainqueur de la Coupe de Suisse en 1998 et 1999 avec le Lausanne-Sports
- Finaliste de la Coupe de Suisse en 2000 avec le Lausanne-Sports
- Champion de Suisse de D2 en 2011 avec le Lausanne-Sports
- Vainqueur de la Coupe Intertoto en 2001 avec l'ES Troyes AC
- Finaliste de la Coupe UEFA en 2004 avec l'Olympique de Marseille
- Finaliste de la Coupe d'Espagne en 2007 et 2008 avec Getafe

### Entraîneur
- FC Lucerne
  - Vainqueur de la Coupe de Suisse en 2021
- FC Bâle
  - Vainqueur de la Coupe de Suisse en 2025
  - Champion de Super League en 2025

## Fondation 442
Prononcé four-four-two, cette fondation a pour objectif principal de faire du football un moteur de l’intégration sociale des jeunes et un trait d’union entre eux. Fabio Celestini en est le créateur. La première manifestation a été un match au Stade de Genève avec la participation des joueurs tels que Éric Cantona, Basile Boli et Stéphane Chapuisat.